# 全日本フィギュアスケート選手権
全日本フィギュアスケート選手権大会（ぜんにほんフィギュアスケートせんしゅけんたいかい）は、日本スケート連盟が主催するフィギュアスケートの日本一を決定する選手権大会。

## 概要

### 歴史
1922年（大正11年）、長野県・諏訪湖で日本初の日本スケート会主催の全日本競技会が開催され、1925年（大正14年）には学生による日本学生氷上競技選手権が開催された。1930年（昭和5年）に大日本スケート競技連盟（現：日本スケート連盟）による全日本スピード・フィギュアー・ホッケー選手権大会として第1回全日本フィギュアスケート選手権が開催された。第二次世界大戦による中止と終戦直後の未開催を挟み、1947年（昭和22年）から再び開催され現在に至る。
戦時中は第13回、第14回が中止となった。これは1941年（昭和16年）9月の全国大会停止令により今後は連盟主催として開催できず、加えて11月厚生省により神宮国民体育大会フィギュアスケート競技は除外されたため、神宮国民体育大会でもフィギュア競技会が開催できなかったためである。
終戦直後の第15回は、第1回国民体育大会と兼ねて実施された。続く第16-18回は第3-5回国民体育大会と同じ会場で続けて開催された。第20回は、日本スケート連盟内の紛争によって時期はずれの5月開催となり、参加者1名であったため流会となった。
各種目の実施は、男子シングルは第1回、女子シングルは第6回、ペアは第21回、アイスダンスは第25回から始まった。開催時期は当初1月～4月に設定されていたが、1966年（昭和41年）から11月～1月に開催することになった。同年のみ経過措置として3月に第34回大会が、11月に第35回大会が開催された。
第73回よりISUジャッジングシステムが導入された。

### 参加資格等
現在の参加資格は、男女シングル、ペア及びアイスダンスで開催年度の7月1日までに15歳に達していること、男女シングルはバッジテスト7級以上、アイスダンスはパートナーのいずれかがプレゴールド以上を保有している必要がある。ペアには制限はない。ただし、15歳未満でもフィギュア委員会にて出場を認められた選手は参加資格を有する。

### 予選と本戦
東北・北海道ブロック、関東ブロック、東京ブロック、中部ブロック、近畿ブロック、中四国・九州ブロックの6つのブロックで予選が行われ、各ブロックの上位選手と予選免除者はそれぞれ東日本ブロックと西日本ブロック大会へと進む。東日本ブロックと西日本ブロックの上位選手と予選免除者が本戦となる全日本フィギュアスケート選手権へ出場することができる。なお、前年の同大会で好成績を残した選手は予選が免除される。

### メダリスト・オン・アイス
本大会終了の翌日には全日本選手権と全日本ジュニア上位入賞者によるエキシビション『オールジャパン メダリスト・オン・アイス』が開催されており、ニチレイが特別協賛されている。またイベントは実行委員会と産経新聞社が主催し、日本スケート連盟が後援する。

## 歴代表彰者（優勝・2位・3位）

### 男子シングル
| 年                  | 開催地                                     | 優勝                  | 2位                 | 3位                 |
| 1929/1930（第1回）  | 日光町：日光電気精銅所リンク               | 久保信                | 金子諭吉            | 小林進              |
| 1930/1931（第2回）  | 仙台市：五色沼                             | 老松一吉              | 帯谷竜一            | 小林進              |
| 1931/1932（第3回）  | 下諏訪町：秋宮リンク                       | 佐藤金吾              | 片山敏一            | 和田吉蔵            |
| 1932/1933（第4回）  | 東京市：山王ホテル                         | 片山敏一              | 老松一吉            | 長谷川次男          |
| 1933/1934（第5回）  | 大阪市：歌舞伎座                           | 片山敏一              | 渡辺善次郎          | 長谷川次男          |
| 1934/1935（第6回）  | 東京市：芝浦スケート場                     | 片山敏一              | 長谷川次男          | 老松一吉            |
| 1935/1936（第7回）  | 東京市：芝浦スケート場                     | 北川静二              | 小林勝利            | 倉橋新              |
| 1936/1937（第8回）  | 東京市：芝浦スケート場                     | 片山敏一              | 渡辺善次郎          | 長谷川次男          |
| 1937/1938（第9回）  | 東京市：芝浦スケート場                     | 片山敏一              | 神田博              | 小豆島藤丸          |
| 1938/1939（第10回） | 東京市：芝浦スケート場                     | 神田博                | 有坂隆祐            | 小豆島藤丸          |
| 1939/1940（第11回） | 東京市：芝浦スケート場                     | 有坂隆祐              | 神田博              | 小豆島藤丸          |
| 1940/1941（第12回） | 東京市：芝浦スケート場                     | 有坂隆祐              | 酒井克己            | 小豆島藤丸          |
| 1941/1942（第13回） | 戦時中のため中止                           | 戦時中のため中止      | 戦時中のため中止    | 戦時中のため中止    |
| 1942/1943（第14回） | 戦時中のため中止                           | 戦時中のため中止      | 戦時中のため中止    | 戦時中のため中止    |
| 1946/1947（第15回） | 八戸市：長根リンク                         | 有坂隆祐              | 川島達次郎          | 岩崎清              |
| 1947/1948（第16回） | 盛岡市：高松池                             | 有坂隆祐              | 塩田直重            | 原口鈴夫            |
| 1948/1949（第17回） | 諏訪市：蓼の海                             | 暖気のため中止        | 暖気のため中止      | 暖気のため中止      |
| 1949/1950（第18回） | 苫小牧市：王子リンク                       | 酒井克己              | 小林正水            | 原口鈴夫            |
| 1950/1951（第19回） | 栃木：日光中宮祠                           | 有坂隆祐              | 塩田直重            | 小林正水            |
| 1951/1952（第20回） | 東京都：伊勢丹                             | 参加者1名のため中止   | 参加者1名のため中止 | 参加者1名のため中止 |
| 1952/1953（第21回） | 東京都：後楽園                             | ジャック・B・ジョスト | 塩田直重            | 小林正水            |
| 1953/1954（第22回） | 大阪市：アサヒアリーナ                     | 小林正水              | 田中鉄太郎          | 杉本修一            |
| 1954/1955（第23回） | 東京都：後楽園                             | 大橋和夫              | 西倉幸男            | 小林正水            |
| 1955/1956（第24回） | 京都市：京都アリーナ                       | 杉田秀男              | 大橋和夫            | 佐藤信夫            |
| 1956/1957（第25回） | 東京都：後楽園                             | 佐藤信夫              | 西倉幸男            | 杉田秀男            |
| 1957/1958（第26回） | 東京都：後楽園                             | 佐藤信夫              | 西倉幸男            | 杉田秀男            |
| 1958/1959（第27回） | 大阪市：なんばリンク                       | 佐藤信夫              | 西倉幸男            | 杉田秀男            |
| 1959/1960（第28回） | 東京都：後楽園                             | 佐藤信夫              | 西倉幸男            | 杉田秀男            |
| 1960/1961（第29回） | 東京都：後楽園                             | 佐藤信夫              | 杉田秀男            | 道家豊              |
| 1961/1962（第30回） | 大阪市：なんばリンク                       | 佐藤信夫              | 杉田秀男            | 田村正人            |
| 1962/1963（第31回） | 東京都：後楽園                             | 佐藤信夫              | 小泉嘉之            | 道家豊              |
| 1963/1964（第32回） | 東京都：後楽園                             | 佐藤信夫              | 小泉嘉之            | 田村正人            |
| 1964/1965（第33回） | 大阪市：なんばリンク                       | 佐藤信夫              | 小塚嗣彦            | 田村正人            |
| 1965/1966（第34回） | 苫小牧市：王子リンク                       | 佐藤信夫              | 小塚嗣彦            | 樋口豊              |
| 1966/1967（第35回） | 東京都：後楽園                             | 小塚嗣彦              | 田村正人            | 樋口豊              |
| 1967/1968（第36回） | 東京都：後楽園                             | 小塚嗣彦              | 樋口豊              | 田村正人            |
| 1968/1969（第37回） | 東京都：後楽園                             | 小塚嗣彦              | 吉沢昭              | 佐藤友美            |
| 1969/1970（第38回） | 大阪市：なんばリンク                       | 樋口豊                | 吉沢昭              | 佐藤友美            |
| 1970/1971（第39回） | 東京都：品川スケートセンター               | 樋口豊                | 小塚嗣彦            | 佐野稔              |
| 1971/1972（第40回） | 札幌市：真駒内アイスアリーナ               | 樋口豊                | 佐野稔              | 小塚嗣彦            |
| 1972/1973（第41回） | 大阪市：ラサスケートリンク                 | 佐野稔                | 佐藤友美            | 松村充              |
| 1973/1974（第42回） | 京都市：高野アイスアリーナ                 | 佐野稔                | 松村充              | 大西勝敬            |
| 1974/1975（第43回） | 広島市：広島アリーナ                       | 佐野稔                | 松村充              | 五十嵐文男          |
| 1975/1976（第44回） | 東京都：品川スケートセンター               | 佐野稔                | 松村充              | 五十嵐文男          |
| 1976/1977（第45回） | 東京都：品川スケートセンター               | 佐野稔                | 松村充              | 五十嵐文男          |
| 1977/1978（第46回） | 京都市：高野アイスアリーナ                 | 五十嵐文男            | 松村充              | 無良隆志            |
| 1978/1979（第47回） | 東京都：品川スケートセンター               | 松村充                | 五十嵐文男          | 染矢慎二            |
| 1979/1980（第48回） | 東京都：品川スケートセンター               | 五十嵐文男            | 松村充              | 無良隆志            |
| 1980/1981（第49回） | 東京都：品川スケートセンター               | 五十嵐文男            | 無良隆志            | 小川勝              |
| 1981/1982（第50回） | 東京都：品川スケートセンター               | 五十嵐文男            | 松村充              | 無良隆志            |
| 1982/1983（第51回） | 東京都：品川スケートセンター               | 染矢慎二              | 無良隆志            | 小川勝              |
| 1983/1984（第52回） | 東京都：品川スケートセンター               | 小川勝                | 無良隆志            | 加納誠              |
| 1984/1985（第53回） | 東京都：品川スケートセンター               | 小川勝                | 加納誠              | 藤井辰哉            |
| 1985/1986（第54回） | 東京都：品川スケートセンター               | 小川勝                | 加納誠              | 藤井辰哉            |
| 1986/1987（第55回） | 東京都：品川スケートセンター               | 小川勝                | 加納誠              | 藤井辰哉            |
| 1987/1988（第56回） | 東京都：品川スケートセンター               | 加納誠                | 藤井辰哉            | 竹内光明            |
| 1988/1989（第57回） | 東京都：品川スケートセンター               | 加納誠                | 村田光弘            | 藤井辰哉            |
| 1989/1990（第58回） | 北九州市：プリンスアリーナ                 | 藤井辰哉              | 鍵山正和            | 村田光弘            |
| 1990/1991（第59回） | 横浜市：新横浜スケートリンク               | 鍵山正和              | 村田光弘            | 西川大祐            |
| 1991/1992（第60回） | 神戸市：ポートアイランド スポーツセンター  | 鍵山正和              | 村田光弘            | 谷内紀友            |
| 1992/1993（第61回） | 名古屋市：レインボーホール                 | 鍵山正和              | 小山朋昭            | 及川史弘            |
| 1993/1994（第62回） | 横浜市：新横浜スケートリンク               | 及川史弘              | 鍵山正和            | 竹内義明            |
| 1994/1995（第63回） | 神戸市：ポートアイランド スポーツセンター  | 天野真                | 重松直樹            | 鈴木誠一            |
| 1995/1996（第64回） | 横浜市：新横浜スケートリンク               | 本田武史              | 重松直樹            | 岡崎真              |
| 1996/1997（第65回） | 長野市：ホワイトリング                     | 本田武史              | 田村岳斗            | 岡崎真              |
| 1997/1998（第66回） | 神戸市：ポートアイランド スポーツセンター  | 田村岳斗              | 重松直樹            | 竹内洋輔            |
| 1998/1999（第67回） | 横浜市：新横浜スケートリンク               | 竹内洋輔              | 重松直樹            | 田村岳斗            |
| 1999/2000（第68回） | 福岡市：パピオアイスアリーナ               | 本田武史              | 田村岳斗            | 重松直樹            |
| 2000/2001（第69回） | 長野市：ビッグハット                       | 本田武史              | 田村岳斗            | 竹内洋輔            |
| 2001/2002（第70回） | 門真市：なみはやドーム                     | 竹内洋輔              | 田村岳斗            | 岡崎真              |
| 2002/2003（第71回） | 京都市：アクアリーナ                       | 本田武史              | 田村岳斗            | 中庭健介            |
| 2003/2004（第72回） | 長野市：ビッグハット                       | 田村岳斗              | 岸本一美            | 髙橋大輔            |
| 2004/2005（第73回） | 横浜市：新横浜スケートリンク               | 本田武史              | 中庭健介            | 織田信成            |
| 2005/2006（第74回） | 東京都：代々木第一体育館                   | 髙橋大輔              | 織田信成            | 中庭健介            |
| 2006/2007（第75回） | 名古屋市：名古屋市総合体育館               | 髙橋大輔              | 織田信成            | 南里康晴            |
| 2007/2008（第76回） | 門真市：なみはやドーム                     | 髙橋大輔              | 小塚崇彦            | 南里康晴            |
| 2008/2009（第77回） | 長野市：ビッグハット                       | 織田信成              | 小塚崇彦            | 無良崇人            |
| 2009/2010（第78回） | 門真市：なみはやドーム                     | 髙橋大輔              | 織田信成            | 小塚崇彦            |
| 2010/2011（第79回） | 長野市：ビッグハット                       | 小塚崇彦              | 織田信成            | 髙橋大輔            |
| 2011/2012（第80回） | 門真市：なみはやドーム                     | 髙橋大輔              | 小塚崇彦            | 羽生結弦            |
| 2012/2013（第81回） | 札幌市：真駒内セキスイハイムアイスアリーナ | 羽生結弦              | 髙橋大輔            | 無良崇人            |
| 2013/2014（第82回） | さいたま市：さいたまスーパーアリーナ       | 羽生結弦              | 町田樹              | 小塚崇彦            |
| 2014/2015（第83回） | 長野市：ビッグハット                       | 羽生結弦              | 宇野昌磨            | 小塚崇彦            |
| 2015/2016（第84回） | 札幌市：真駒内セキスイハイムアイスアリーナ | 羽生結弦              | 宇野昌磨            | 無良崇人            |
| 2016/2017（第85回） | 門真市：東和薬品RACTABドーム               | 宇野昌磨              | 田中刑事            | 無良崇人            |
| 2017/2018（第86回） | 調布市：武蔵野の森総合スポーツプラザ       | 宇野昌磨              | 田中刑事            | 無良崇人            |
| 2018/2019（第87回） | 門真市：東和薬品RACTABドーム               | 宇野昌磨              | 髙橋大輔            | 田中刑事            |
| 2019/2020（第88回） | 東京都：代々木第一体育館                   | 宇野昌磨              | 羽生結弦            | 鍵山優真            |
| 2020/2021（第89回） | 長野市：ビッグハット                       | 羽生結弦              | 宇野昌磨            | 鍵山優真            |
| 2021/2022（第90回） | さいたま市：さいたまスーパーアリーナ       | 羽生結弦              | 宇野昌磨            | 鍵山優真            |
| 2022/2023（第91回） | 門真市：東和薬品RACTABドーム               | 宇野昌磨              | 島田高志郎          | 友野一希            |
| 2023/2024（第92回） | 長野市：ビッグハット                       | 宇野昌磨              | 鍵山優真            | 山本草太            |
| 2024/2025（第93回） | 門真市：東和薬品RACTABドーム               | 鍵山優真              | 中田璃士            | 壷井達也            |

### 女子シングル
| 年                  | 開催地                                     | 優勝             | 2位              | 3位              |
| 1934/1935（第6回）  | 東京市：芝浦スケート場                     | 稲田悦子         | 東郷球子         | 手塚満子         |
| 1935/1936（第7回）  | 東京市：芝浦スケート場                     | 東郷球子         | 月岡芳子         | 手塚満子         |
| 1936/1937（第8回）  | 東京市：芝浦スケート場                     | 稲田悦子         | 月岡芳子         | 中村衣子         |
| 1937/1938（第9回）  | 東京市：芝浦スケート場                     | 稲田悦子         | 月岡芳子         | 中村衣子         |
| 1938/1939（第10回） | 東京市：芝浦スケート場                     | 稲田悦子         | 中村衣子         | 矢野美智子       |
| 1939/1940（第11回） | 東京市：芝浦スケート場                     | 稲田悦子         | 月岡芳子         | 矢野美智子       |
| 1940/1941（第12回） | 東京市：芝浦スケート場                     | 稲田悦子         | 月岡芳子         | 生田艶子         |
| 1941/1942（第13回） | 戦時中のため中止                           | 戦時中のため中止 | 戦時中のため中止 | 戦時中のため中止 |
| 1942/1943（第14回） | 戦時中のため中止                           | 戦時中のため中止 | 戦時中のため中止 | 戦時中のため中止 |
| 1946/1947（第15回） | 八戸市：長根リンク                         | 月岡芳子         | 生田艶子         | 徳江京子         |
| 1947/1948（第16回） | 盛岡市：高松池                             | 丹羽芳子         | 生田艶子         | 加藤礼子         |
| 1948/1949（第17回） | 諏訪市：蓼の海                             | 暖気のため中止   | 暖気のため中止   | 暖気のため中止   |
| 1949/1950（第18回） | 苫小牧市：王子リンク                       | 参加者なし       | 参加者なし       | 参加者なし       |
| 1950/1951（第19回） | 栃木：日光中宮祠                           | 稲田悦子         | 丹羽芳子         | 生田艶子         |
| 1951/1952（第20回） | 東京都：伊勢丹                             | 参加者なし       | 参加者なし       | 参加者なし       |
| 1952/1953（第21回） | 東京都：後楽園                             | 月岡芳子         | 小林玲子         | 饗場奈々         |
| 1953/1954（第22回） | 大阪市：朝日アリーナ                       | 生田艶子         | 小林玲子         | –                |
| 1954/1955（第23回） | 東京都：後楽園                             | 生田艶子         | 美土路洋子       | 本多久子         |
| 1955/1956（第24回） | 京都市：京都アリーナ                       | 上野純子         | 美土路洋子       | 荒木祐子         |
| 1956/1957（第25回） | 東京都：後楽園                             | 上野純子         | 荒木祐子         | 福原美和         |
| 1957/1958（第26回） | 東京都：後楽園                             | 上野純子         | 福原美和         | 倉橋ひとみ       |
| 1958/1959（第27回） | 大阪市：なんばリンク                       | 上野純子         | 福原美和         | 大川久美子       |
| 1959/1960（第28回） | 東京都：後楽園                             | 福原美和         | 上野純子         | 大川久美子       |
| 1960/1961（第29回） | 東京都：後楽園                             | 上野純子         | 福原美和         | 大川久美子       |
| 1961/1962（第30回） | 大阪市：なんばリンク                       | 福原美和         | 上野純子         | 大川久美子       |
| 1962/1963（第31回） | 東京都：後楽園                             | 福原美和         | 大川久美子       | 上野純子         |
| 1963/1964（第32回） | 東京都：後楽園                             | 福原美和         | 大川久美子       | 上野純子         |
| 1964/1965（第33回） | 大阪市：なんばリンク                       | 福原美和         | 大川久美子       | 山下一美         |
| 1965/1966（第34回） | 苫小牧市：王子リンク                       | 福原美和         | 大川久美子       | 石田治子         |
| 1966/1967（第35回） | 東京都：後楽園                             | 大川久美子       | 福原美和         | 山下一美         |
| 1967/1968（第36回） | 東京都：後楽園                             | 大川久美子       | 山下一美         | 石田治子         |
| 1968/1969（第37回） | 東京都：後楽園                             | 山下一美         | 宮川恵子         | 湯沢恵子         |
| 1969/1970（第38回） | 大阪市：なんばリンク                       | 山下一美         | 宮川恵子         | 吉沢春水         |
| 1970/1971（第39回） | 東京都：品川スケートセンター               | 山下一美         | 武山修子         | 吉沢春水         |
| 1971/1972（第40回） | 札幌市：真駒内アイスアリーナ               | 山下一美         | 武山修子         | 湯沢恵子         |
| 1972/1973（第41回） | 大阪市：ラサスケートリンク                 | 渡部絵美         | 大橋美和子       | 湯沢恵子         |
| 1973/1974（第42回） | 京都市：高野アイスアリーナ                 | 渡部絵美         | 大橋美和子       | 渡辺しのぶ       |
| 1974/1975（第43回） | 広島市：広島アリーナ                       | 渡部絵美         | 大橋美和子       | 渡辺しのぶ       |
| 1975/1976（第44回） | 東京都：品川スケートセンター               | 渡部絵美         | 渡辺しのぶ       | 小林れい子       |
| 1976/1977（第45回） | 東京都：品川スケートセンター               | 渡部絵美         | 小林れい子       | 渡辺しのぶ       |
| 1977/1978（第46回） | 京都市：高野アイスアリーナ                 | 渡部絵美         | 小林れい子       | 吉田万里子       |
| 1978/1979（第47回） | 東京都：品川スケートセンター               | 渡部絵美         | 小林れい子       | 吉田万里子       |
| 1979/1980（第48回） | 東京都：品川スケートセンター               | 渡部絵美         | 小林れい子       | 薬師蓉子         |
| 1980/1981（第49回） | 東京都：品川スケートセンター               | 小林れい子       | 吉田万里子       | 伊藤みどり       |
| 1981/1982（第50回） | 東京都：品川スケートセンター               | 吉田万里子       | 加藤雅子         | 岡部由紀子       |
| 1982/1983（第51回） | 東京都：品川スケートセンター               | 小沢樹里         | 青谷めぐみ       | 結城幸枝         |
| 1983/1984（第52回） | 東京都：品川スケートセンター               | 加藤雅子         | 伊藤みどり       | 吉盛ゆかり       |
| 1984/1985（第53回） | 東京都：品川スケートセンター               | 伊藤みどり       | 加藤雅子         | 結城幸枝         |
| 1985/1986（第54回） | 東京都：品川スケートセンター               | 伊藤みどり       | 結城幸枝         | 小沢樹里         |
| 1986/1987（第55回） | 東京都：品川スケートセンター               | 伊藤みどり       | 加藤雅子         | 柏原由起子       |
| 1987/1988（第56回） | 東京都：品川スケートセンター               | 伊藤みどり       | 八木沼純子       | 佐藤有香         |
| 1988/1989（第57回） | 東京都：品川スケートセンター               | 伊藤みどり       | 八木沼純子       | 佐藤有香         |
| 1989/1990（第58回） | 北九州市：プリンスアリーナ                 | 伊藤みどり       | 佐藤有香         | 八木沼純子       |
| 1990/1991（第59回） | 横浜市：新横浜スケートリンク               | 伊藤みどり       | 浅沼まり         | 八木沼純子       |
| 1991/1992（第60回） | 神戸市：ポートアイランド スポーツセンター  | 伊藤みどり       | 佐藤有香         | 八木沼純子       |
| 1992/1993（第61回） | 名古屋市：レインボーホール                 | 佐藤有香         | 八木沼純子       | 小岩井久美子     |
| 1993/1994（第62回） | 横浜市：新横浜スケートリンク               | 佐藤有香         | 井上怜奈         | 小岩井久美子     |
| 1994/1995（第63回） | 神戸市：ポートアイランド スポーツセンター  | 横谷花絵         | 八木沼純子       | 小岩井久美子     |
| 1995/1996（第64回） | 横浜市：新横浜スケートリンク               | 伊藤みどり       | 横谷花絵         | 佐野裕見         |
| 1996/1997（第65回） | 長野市：ホワイトリング                     | 村主章枝         | 荒川静香         | 金沢由香         |
| 1997/1998（第66回） | 神戸市：ポートアイランド スポーツセンター  | 荒川静香         | 村主章枝         | 井上怜奈         |
| 1998/1999（第67回） | 横浜市：新横浜スケートリンク               | 荒川静香         | 村主章枝         | 金沢由香         |
| 1999/2000（第68回） | 福岡市：パピオアイスアリーナ               | 椎名千里         | 山崎愛里彩       | 村主章枝         |
| 2000/2001（第69回） | 長野市：ビッグハット                       | 村主章枝         | 荒川静香         | 恩田美栄         |
| 2001/2002（第70回） | 門真市：なみはやドーム                     | 村主章枝         | 荒川静香         | 安藤美姫         |
| 2002/2003（第71回） | 京都市：アクアリーナ                       | 村主章枝         | 恩田美栄         | 荒川静香         |
| 2003/2004（第72回） | 長野市：ビッグハット                       | 安藤美姫         | 村主章枝         | 荒川静香         |
| 2004/2005（第73回） | 横浜市：新横浜スケートリンク               | 安藤美姫         | 浅田真央         | 村主章枝         |
| 2005/2006（第74回） | 東京都：代々木第一体育館                   | 村主章枝         | 浅田真央         | 荒川静香         |
| 2006/2007（第75回） | 名古屋市：名古屋市総合体育館               | 浅田真央         | 安藤美姫         | 中野友加里       |
| 2007/2008（第76回） | 門真市：なみはやドーム                     | 浅田真央         | 安藤美姫         | 中野友加里       |
| 2008/2009（第77回） | 長野市：ビッグハット                       | 浅田真央         | 村主章枝         | 安藤美姫         |
| 2009/2010（第78回） | 門真市：なみはやドーム                     | 浅田真央         | 鈴木明子         | 中野友加里       |
| 2010/2011（第79回） | 長野市：ビッグハット                       | 安藤美姫         | 浅田真央         | 村上佳菜子       |
| 2011/2012（第80回） | 門真市：なみはやドーム                     | 浅田真央         | 鈴木明子         | 村上佳菜子       |
| 2012/2013（第81回） | 札幌市：真駒内セキスイハイムアイスアリーナ | 浅田真央         | 村上佳菜子       | 宮原知子         |
| 2013/2014（第82回） | さいたま市：さいたまスーパーアリーナ       | 鈴木明子         | 村上佳菜子       | 浅田真央         |
| 2014/2015（第83回） | 長野市：ビッグハット                       | 宮原知子         | 本郷理華         | 樋口新葉         |
| 2015/2016（第84回） | 札幌市：真駒内セキスイハイムアイスアリーナ | 宮原知子         | 樋口新葉         | 浅田真央         |
| 2016/2017（第85回） | 門真市：東和薬品RACTABドーム               | 宮原知子         | 樋口新葉         | 三原舞依         |
| 2017/2018（第86回） | 調布市：武蔵野の森総合スポーツプラザ       | 宮原知子         | 坂本花織         | 紀平梨花         |
| 2018/2019（第87回） | 門真市：東和薬品RACTABドーム               | 坂本花織         | 紀平梨花         | 宮原知子         |
| 2019/2020（第88回） | 東京都：代々木第一体育館                   | 紀平梨花         | 樋口新葉         | 川畑和愛         |
| 2020/2021（第89回） | 長野市：ビッグハット                       | 紀平梨花         | 坂本花織         | 宮原知子         |
| 2021/2022（第90回） | さいたま市：さいたまスーパーアリーナ       | 坂本花織         | 樋口新葉         | 河辺愛菜         |
| 2022/2023（第91回） | 門真市：東和薬品RACTABドーム               | 坂本花織         | 三原舞依         | 島田麻央         |
| 2023/2024（第92回） | 長野市：ビッグハット                       | 坂本花織         | 千葉百音         | 島田麻央         |
| 2024/2025（第93回） | 門真市：東和薬品RACTABドーム               | 坂本花織         | 島田麻央         | 樋口新葉         |

### ペア
| 年                  | 開催地                                     | 優勝                                      | 2位                               | 3位                               |
| 1952/1953（第21回） | 東京都：後楽園                             | 池上照子 and 男性選手名不明               |                                   |                                   |
| 1955/1956（第24回） | 京都市：京都アリーナ                       | 西邑二三子 and 瀧澤甲子彦                 | –                                 | –                                 |
| 1956/1957（第25回） | 東京都：後楽園                             | 下平澄子 and 小林正水                     | 高田艶子 and 西田賢三             | –                                 |
| 1957/1958（第26回） | 東京都：後楽園                             | 下平澄子 and 小林正水                     | 高田艶子 and 西田賢三             | –                                 |
| 1958/1959（第27回） | 大阪市：なんばリンク                       | 桑名淳子 and 橋口高次                     | 下平澄子 and 小林正水             | 高田淳子 and 西田賢三             |
| 1959/1960（第28回） | 東京都：後楽園                             | 小野田淳子 and 橋口高次                   | –                                 | –                                 |
| 1960/1961（第29回） | 東京都：後楽園                             | 大岩洋子 and 垣田一彦                     | 木下満知子 and 橋口高次           | 荻田美穂子 and 川村孝一           |
| 1961/1962（第30回） | 大阪市：なんばリンク                       | 大岩美恵子 and 道家豊                     | –                                 | –                                 |
| 1962/1963（第31回） | 東京都：後楽園                             | 大岩美恵子 and 道家豊                     | –                                 | –                                 |
| 1963/1964（第32回） | 東京都：後楽園                             | 原田儀子 and 橋口高次                     | –                                 | –                                 |
| 1964/1965（第33回） | 大阪市：なんばリンク                       | 参加者なし                                | 参加者なし                        | 参加者なし                        |
| 1965/1966（第34回） | 苫小牧市：王子リンク                       | 参加者なし                                | 参加者なし                        | 参加者なし                        |
| 1966/1967（第35回） | 東京都：後楽園                             | 岩楯駒子 and 井口政康                     | –                                 | –                                 |
| 1967/1968（第36回） | 東京都：後楽園                             | 長沢琴枝 and 長久保裕                     | 小林幸子 and 田中耕治             | –                                 |
| 1968/1969（第37回） | 東京都：後楽園                             | 長沢琴枝 and 長久保裕                     | –                                 | –                                 |
| 1969/1970（第38回） | 大阪市：なんばリンク                       | 長沢琴枝 and 長久保裕                     | –                                 | –                                 |
| 1970/1971（第39回） | 東京都：品川スケートセンター               | 長沢琴枝 and 長久保裕                     | –                                 | –                                 |
| 1971/1972（第40回） | 札幌市：真駒内アイスアリーナ               | 長沢琴枝 and 長久保裕                     | –                                 | –                                 |
| 1972/1973（第41回） | 大阪市：ラサスケートリンク                 | 関富士子 and 道家敏充                     | –                                 | –                                 |
| 1973/1974（第42回） | 京都市：高野アイスアリーナ                 | 参加者なし                                | 参加者なし                        | 参加者なし                        |
| 1974/1975（第43回） | 広島市：広島アリーナ                       | 参加者なし                                | 参加者なし                        | 参加者なし                        |
| 1975/1976（第44回） | 東京都：品川スケートセンター               | 萩原恭子 and 村田澄夫                     | 加藤はま江 and 萩野弘道           | 丸山美子 and 小豆島祥記           |
| 1976/1977（第45回） | 東京都：品川スケートセンター               | 萩原恭子 and 村田澄夫                     | 加藤はま江 and 萩野弘道           | 浅野奈穂子 and 岡島功治           |
| 1977/1978（第46回） | 京都市：高野アイスアリーナ                 | 萩原恭子 and 村田澄夫                     | 田中智子 and 尾崎久郎             | 加藤はま江 and 萩野弘道           |
| 1978/1979（第47回） | 東京都：品川スケートセンター               | 萩原恭子 and 尾崎久郎                     | 松本清子 and 潮谷真               | 加藤はま江 and 岡島功治           |
| 1979/1980（第48回） | 東京都：品川スケートセンター               | 岡部由紀子 and 無良隆志                   | 竹崎睦 and 岡島功治               | 松本清子 and 潮谷真               |
| 1980/1981（第49回） | 東京都：品川スケートセンター               | 伊藤俊美 and 無良隆志                     | –                                 | –                                 |
| 1981/1982（第50回） | 東京都：品川スケートセンター               | 非実施                                    | 非実施                            | 非実施                            |
| 1982/1983（第51回） | 東京都：品川スケートセンター               | 非実施                                    | 非実施                            | 非実施                            |
| 1983/1984（第52回） | 東京都：品川スケートセンター               | 非実施                                    | 非実施                            | 非実施                            |
| 1984/1985（第53回） | 東京都：品川スケートセンター               | 非実施                                    | 非実施                            | 非実施                            |
| 1985/1986（第54回） | 東京都：品川スケートセンター               | 非実施                                    | 非実施                            | 非実施                            |
| 1986/1987（第55回） | 東京都：品川スケートセンター               | 野上明子 and 山崎羊一                     | 土野ひかる and 薄田隆哉           | –                                 |
| 1987/1988（第56回） | 東京都：品川スケートセンター               | 野上明子 and 山崎羊一                     | 土野ひかる and 薄田隆哉           | –                                 |
| 1988/1989（第57回） | 東京都：品川スケートセンター               | 庄司有希 and 薄田隆哉                     | –                                 | –                                 |
| 1989/1990（第58回） | 北九州市：プリンスアリーナ                 | 非実施                                    | 非実施                            | 非実施                            |
| 1990/1991（第59回） | 横浜市：新横浜スケートリンク               | 井上怜奈 and 小山朋昭                     | –                                 | –                                 |
| 1991/1992（第60回） | 神戸市：ポートアイランド                   | 井上怜奈 and 小山朋昭                     | –                                 | –                                 |
| 1992/1993（第61回） | 名古屋市：レインボーホール                 | 川崎由紀子 and A・ティホノフ              | –                                 | –                                 |
| 1993/1994（第62回） | 横浜市：新横浜スケートリンク               | 川崎由紀子 and A・ティホノフ              | –                                 | –                                 |
| 1994/1995（第63回） | 神戸市：ポートアイランド                   | 非実施                                    | 非実施                            | 非実施                            |
| 1995/1996（第64回） | 横浜市：新横浜スケートリンク               | 非実施                                    | 非実施                            | 非実施                            |
| 1996/1997（第65回） | 長野市：ホワイトリング                     | 荒井万里絵 and 田村岳斗                   | 小笠原牧子 and 小笠原健雄         | 木村貴子 and 見世健一             |
| 1997/1998（第66回） | 神戸市：ポートアイランド                   | 荒井万里絵 and 天野真                     | –                                 | –                                 |
| 1998/1999（第67回） | 横浜市：新横浜スケートリンク               | 非実施                                    | 非実施                            | 非実施                            |
| 1999/2000（第68回） | 福岡市：パピオアイスアリーナ               | 小笠原牧子 and 小笠原健雄                 | –                                 | –                                 |
| 2000/2001（第69回） | 長野市：ビッグハット                       | 小笠原牧子 and 小笠原健雄                 | –                                 | –                                 |
| 2001/2002（第70回） | 門真市：なみはやドーム                     | 川口悠子 and A・マルクンツォフ            | 小笠原牧子 and 小笠原健雄         | –                                 |
| 2002/2003（第71回） | 京都市：アクアリーナ                       | 川口悠子 and A・マルクンツォフ            | 小笠原牧子 and 小笠原健雄         | –                                 |
| 2003/2004（第72回） | 長野市：ビッグハット                       | 非実施                                    | 非実施                            | 非実施                            |
| 2004/2005（第73回） | 横浜市：新横浜スケートリンク               | 川口悠子 and D・パトリック                | –                                 | –                                 |
| 2005/2006（第74回） | 東京都：代々木第一体育館                   | 非実施                                    | 非実施                            | 非実施                            |
| 2006/2007（第75回） | 名古屋市：名古屋市総合体育館               | 非実施                                    | 非実施                            | 非実施                            |
| 2007/2008（第76回） | 門真市：なみはやドーム                     | 非実施                                    | 非実施                            | 非実施                            |
| 2008/2009（第77回） | 長野市：ビッグハット                       | 高橋成美 and マーヴィン・トラン           | –                                 | –                                 |
| 2009/2010（第78回） | 門真市：なみはやドーム                     | 高橋成美 and マーヴィン・トラン           | –                                 | –                                 |
| 2010/2011（第79回） | 長野市：ビッグハット                       | 高橋成美 and マーヴィン・トラン           | –                                 | –                                 |
| 2011/2012（第80回） | 門真市：なみはやドーム                     | 高橋成美 and マーヴィン・トラン           | –                                 | –                                 |
| 2012/2013（第81回） | 札幌市：真駒内セキスイハイムアイスアリーナ | 非実施                                    | 非実施                            | 非実施                            |
| 2013/2014（第82回） | さいたま市：さいたまスーパーアリーナ       | 高橋成美 and 木原龍一                     | –                                 | –                                 |
| 2014/2015（第83回） | 長野市：ビッグハット                       | 高橋成美 and 木原龍一                     | –                                 | –                                 |
| 2015/2016（第84回） | 札幌市：真駒内セキスイハイムアイスアリーナ | 須藤澄玲 and フランシス・ブードロー＝オデ | 小野眞琳 and ウェスリー・キリング | 須崎海羽 and 木原龍一             |
| 2016/2017（第85回） | 門真市：東和薬品RACTABドーム               | 須藤澄玲 and フランシス・ブードロー＝オデ | 須崎海羽 and 木原龍一             | 小野眞琳 and ウェスリー・キリング |
| 2017/2018（第86回） | 調布市：武蔵野の森総合スポーツプラザ       | 須崎海羽 and 木原龍一                     | 高橋成美 and 柴田嶺               | 三浦璃来 and 市橋翔哉             |
| 2018/2019（第87回） | 門真市：東和薬品RACTABドーム               | 須崎海羽 and 木原龍一                     | –                                 | –                                 |
| 2019/2020（第88回） | 東京都：代々木第一体育館                   | 三浦璃来 and 木原龍一                     | –                                 | –                                 |
| 2020/2021（第89回） | 長野市：ビッグハット                       | 非実施                                    | 非実施                            | 非実施                            |
| 2021/2022（第90回） | さいたま市：さいたまスーパーアリーナ       | 柚木心結 and 市橋翔哉                     | –                                 | –                                 |
| 2022/2023（第91回） | 門真市：東和薬品RACTABドーム               | 村上遥奈 and 森口澄士                     | –                                 | –                                 |
| 2023/2024（第92回） | 長野市：ビッグハット                       | 長岡柚奈 and 森口澄士                     | –                                 | –                                 |
| 2024/2025（第93回） | 門真市：東和薬品RACTABドーム               | 三浦璃来 and 木原龍一                     | 長岡柚奈 and 森口澄士             | 清水咲衣 and 本田ルーカス剛史     |

### アイスダンス
| 年                  | 開催地                                     | 優勝                                | 2位                                         | 3位                               |
| 1956/1957（第25回） | 東京都：後楽園                             | 金子恵以子 and 竹内己喜男           | 渕岡俊子 and 片山正治                       | 新井由江 and 吉川寿               |
| 1957/1958（第26回） | 東京都：後楽園                             | 金子恵以子 and 竹内己喜男           | 渕岡俊子 and 片山正治                       | 新井由江 and 吉川寿               |
| 1958/1959（第27回） | 大阪市：なんばリンク                       | 金子恵以子 and 竹内己喜男           | 渕岡俊子 and 片山正治                       | 山内節子 and 武田健治             |
| 1959/1960（第28回） | 東京都：後楽園                             | 金子恵以子 and 竹内己喜男           | 出光純子 and 別所敬之                       | 大岩美恵子 and 小野長久           |
| 1960/1961（第29回） | 東京都：後楽園                             | 金子恵以子 and 竹内己喜男           | 出光純子 and 別所敬之                       | 大岩美恵子 and 道家豊             |
| 1961/1962（第30回） | 大阪市：なんばリンク                       | 金子恵以子 and 竹内己喜男           | –                                           | –                                 |
| 1962/1963（第31回） | 東京都：後楽園                             | 金子恵以子 and 竹内己喜男           | –                                           | –                                 |
| 1963/1964（第32回） | 東京都：後楽園                             | 金子恵以子 and 竹内己喜男           | 別所純子 and 別所敬之                       | 湯沢憲子 and 松本宣久             |
| 1964/1965（第33回） | 大阪市：なんばリンク                       | 別所純子 and 別所敬之               | 藤瀬清子 and 守永勝利                       | –                                 |
| 1965/1966（第34回） | 苫小牧市：王子リンク                       | 湯沢憲子 and 松本宣久               | 井上怜子 and 広瀬明満                       | –                                 |
| 1966/1967（第35回） | 東京都：後楽園                             | 湯沢憲子 and 松本宣久               | 石川洋子 and 広瀬明満                       | –                                 |
| 1967/1968（第36回） | 東京都：後楽園                             | 赤広真弓 and 田村正人               | –                                           | –                                 |
| 1968/1969（第37回） | 東京都：後楽園                             | 石川洋子 and 西浜直敏               | 原田儀子 and 大浜崎譲二                     | 津山富美 and 小林宏               |
| 1969/1970（第38回） | 大阪市：なんばリンク                       | 桜井敏恵 and 桜井基善               | 津山富美 and 小林宏                         | –                                 |
| 1970/1971（第39回） | 東京都：品川スケートセンター               | 阿知波恵子 and 能登康之             | 桜井敏恵 and 桜井基善                       | –                                 |
| 1971/1972（第40回） | 札幌市：真駒内アイスアリーナ               | 阿知波恵子 and 能登康之             | –                                           | –                                 |
| 1972/1973（第41回） | 大阪市：ラサスケートリンク                 | 桜井敏恵 and 桜井基善               | –                                           | –                                 |
| 1973/1974（第42回） | 京都市：高野アイスアリーナ                 | 中田芳子 and 道家敏充               | 阿部珠美 and 小又洋彦                       | –                                 |
| 1974/1975（第43回） | 広島市：広島アリーナ                       | 鹿毛みさ and 竹田正徳               | 池尻泰子 and 道家敏充                       | 加藤奈緒子 and 内藤朗             |
| 1975/1976（第44回） | 東京都：品川スケートセンター               | 鹿毛みさ and 竹田正徳               | 阿部珠美 and 道家敏充                       | 小出智子 and 小林亮一             |
| 1976/1977（第45回） | 東京都：品川スケートセンター               | 鹿毛みさ and 竹田正徳               | 坂野幸子 and 高橋忠之                       | 鹿毛ゆみ子 and 藤沢利憲           |
| 1977/1978（第46回） | 京都市：高野アイスアリーナ                 | 阿部美千子 and 堺望                 | 鹿毛ゆみ子 and 高橋忠之                     | 坂野幸子 and 関根章               |
| 1978/1979（第47回） | 東京都：品川スケートセンター               | 鹿毛ゆみ子 and 高橋忠之             | 阿部美千子 and 堺望                         | 佐藤紀子 and 関根章               |
| 1979/1980（第48回） | 東京都：品川スケートセンター               | 佐藤紀子 and 高橋忠之               | 阿部美千子 and 堺望                         | 道上留美子 and 田中利幸           |
| 1980/1981（第49回） | 東京都：品川スケートセンター               | 佐藤紀子 and 高橋忠之               | 鹿毛ゆみ子 and 中島由貴                     | 岡部明子 and 新井珠夫             |
| 1981/1982（第50回） | 東京都：品川スケートセンター               | 佐藤紀子 and 高橋忠之               | 岡部明子 and 新井珠夫                       | 田中智子 and 鈴木弘幸             |
| 1982/1983（第51回） | 東京都：品川スケートセンター               | 佐藤紀子 and 高橋忠之               | 鹿毛ゆみ子 and 中島由貴                     | 田中智子 and 鈴木弘幸             |
| 1983/1984（第52回） | 東京都：品川スケートセンター               | 佐藤紀子 and 高橋忠之               | 田中智子 and 鈴木弘幸                       | 鹿毛ゆみ子 and 中島由貴           |
| 1984/1985（第53回） | 東京都：品川スケートセンター               | 佐藤紀子 and 高橋忠之               | 田中智子 and 鈴木弘幸                       | 伊藤順子 and 時田公明             |
| 1985/1986（第54回） | 東京都：品川スケートセンター               | 田中智子 and 鈴木弘幸               | 伊藤順子 and 時田公明                       | 滝野薫 and 滝野賢治               |
| 1986/1987（第55回） | 東京都：品川スケートセンター               | 田中智子 and 鈴木弘幸               | 伊藤順子 and 時田公明                       | 滝野薫 and 滝野賢治               |
| 1987/1988（第56回） | 東京都：品川スケートセンター               | 田中智子 and 鈴木弘幸               | 滝野薫 and 滝野賢治                         | 伊藤順子 and 時田公明             |
| 1988/1989（第57回） | 東京都：品川スケートセンター               | 滝野薫 and 滝野賢治                 | 東野章子 and 松村達郎                       | 白幡カヨ and 田中衆史             |
| 1989/1990（第58回） | 北九州市：プリンスアリーナ                 | 滝野薫 and 滝野賢治                 | 東野章子 and 松村達郎                       | 白幡カヨ and 田中衆史             |
| 1990/1991（第59回） | 横浜市：新横浜スケートリンク               | 滝野薫 and 滝野賢治                 | 東野章子 and 松村達郎                       | 白幡カヨ and 田中衆史             |
| 1991/1992（第60回） | 神戸市：ポートアイランド                   | 滝野薫 and 滝野賢治                 | 東野章子 and 松村達郎                       | 都築奈加子 and 中村和             |
| 1992/1993（第61回） | 名古屋市：レインボーホール                 | 白幡カヨ and 田中衆史               | 都築奈加子 and 中村和                       | 佐藤操 and 酒井剛                 |
| 1993/1994（第62回） | 横浜市：新横浜スケートリンク               | 都築奈加子 and 中村和               | 羽吹ユキ and 小泉仁                         | 佐藤操 and 酒井剛                 |
| 1994/1995（第63回） | 神戸市：ポートアイランド                   | 都築奈加子 and ラザグリアエフ       | 河合彩 and 田中衆史                         | 羽吹ユキ and 小泉仁               |
| 1995/1996（第64回） | 横浜市：新横浜スケートリンク               | 都築奈加子 and ラザグリアエフ       | 河合彩 and 田中衆史                         | 木下亜希子 and 守脇洋介           |
| 1996/1997（第65回） | 長野市：ホワイトリング                     | 河合彩 and 田中衆史                 | 木下亜希子 and 守脇洋介                     | 渡辺心 and 木戸章之               |
| 1997/1998（第66回） | 神戸市：ポートアイランド                   | 河合彩 and 田中衆史                 | 渡辺心 and 木戸章之                         | 初田朱 and 須山宏一               |
| 1998/1999（第67回） | 横浜市：新横浜スケートリンク               | 都築奈加子 and ファルクットディノフ | 有川梨絵 and 宮本賢二                       | 渡辺心 and 木戸章之               |
| 1999/2000（第68回） | 福岡市：パピオアイスアリーナ               | 都築奈加子 and ファルクットディノフ | 渡辺心 and 木戸章之                         | 有川梨絵 and 宮本賢二             |
| 2000/2001（第69回） | 長野市：ビッグハット                       | 都築奈加子 and ファルクットディノフ | 渡辺心 and 木戸章之                         | 有川梨絵 and 宮本賢二             |
| 2001/2002（第70回） | 門真市：なみはやドーム                     | 有川梨絵 and 宮本賢二               | 渡辺心 and 木戸章之                         | 春木満寿美 and 時田公明           |
| 2002/2003（第71回） | 京都市：アクアリーナ                       | 有川梨絵 and 宮本賢二               | 渡辺心 and 木戸章之                         | 春木満寿美 and 時田公明           |
| 2003/2004（第72回） | 長野市：ビッグハット                       | 渡辺心 and 木戸章之                 | 都築奈加子 and 宮本賢二                     | 小田友理恵 and 加賀山翔           |
| 2004/2005（第73回） | 横浜市：新横浜スケートリンク               | 渡辺心 and 木戸章之                 | 都築奈加子 and 宮本賢二                     | 坂頂みなみ and 坂頂達也           |
| 2005/2006（第74回） | 東京都：代々木第一体育館                   | 渡辺心 and 木戸章之                 | 都築奈加子 and 宮本賢二                     | 坂頂みなみ and 坂頂達也           |
| 2006/2007（第75回） | 名古屋市：名古屋市総合体育館               | 渡辺心 and 木戸章之                 | キャシー・リード and クリス・リード         | 坂頂みなみ and 坂頂達也           |
| 2007/2008（第76回） | 門真市：なみはやドーム                     | キャシー・リード and クリス・リード | –                                           | –                                 |
| 2008/2009（第77回） | 長野市：ビッグハット                       | キャシー・リード and クリス・リード | 杉木奈々 and 水谷太洋                       | 平井絵己 and 湯澤綾人             |
| 2009/2010（第78回） | 門真市：なみはやドーム                     | キャシー・リード and クリス・リード | 平井絵己 and 水谷太洋                       | –                                 |
| 2010/2011（第79回） | 長野市：ビッグハット                       | キャシー・リード and クリス・リード | 平井絵己 and 水谷太洋                       | –                                 |
| 2011/2012（第80回） | 門真市：なみはやドーム                     | ブリナ・オイ and 水谷太洋           | 平井絵己 and マリオン・デ・ラ・アソンション | 竹井杏奈 and 玉田裕也             |
| 2012/2013（第81回） | 札幌市：真駒内セキスイハイムアイスアリーナ | キャシー・リード and クリス・リード | 平井絵己 and マリオン・デ・ラ・アソンション | ブリナ・オイ and 水谷太洋         |
| 2013/2014（第82回） | さいたま市：さいたまスーパーアリーナ       | キャシー・リード and クリス・リード | 平井絵己 and マリオン・デ・ラ・アソンション | 安形静流 and 鈴木健太郎           |
| 2014/2015（第83回） | 長野市：ビッグハット                       | キャシー・リード and クリス・リード | 平井絵己 and マリオン・デ・ラ・アソンション | 村元哉中 and 野口博一             |
| 2015/2016（第84回） | 札幌市：真駒内セキスイハイムアイスアリーナ | 村元哉中 and クリス・リード         | 平井絵己 and マリオン・デ・ラ・アソンション | 森衣吹 and 鈴木健太郎             |
| 2016/2017（第85回） | 門真市：東和薬品RACTABドーム               | 村元哉中 and クリス・リード         | 平井絵己 and マリオン・デ・ラ・アソンション | 小松原美里 and ティム・コレト     |
| 2017/2018（第86回） | 調布市：武蔵野の森総合スポーツプラザ       | 村元哉中 and クリス・リード         | 小松原美里 and ティム・コレト               | 深瀬理香子 and 立野在             |
| 2018/2019（第87回） | 門真市：東和薬品RACTABドーム               | 小松原美里 and ティム・コレト       | 平山姫里有 and アクセル・ラマッセ           | 飯田澪 and 石橋健太               |
| 2019/2020（第88回） | 東京都：代々木第一体育館                   | 小松原美里 and ティム・コレト       | 深瀬理香子 and 張睿中                       | 平山姫里有 and 石橋健太           |
| 2020/2021（第89回） | 長野市：ビッグハット                       | 小松原美里 and 小松原尊             | 村元哉中 and 髙橋大輔                       | 深瀬理香子 and 張睿中オリバー     |
| 2021/2022（第90回） | さいたま市：さいたまスーパーアリーナ       | 小松原美里 and 小松原尊             | 村元哉中 and 髙橋大輔                       | 高浪歩未 and 西山真瑚             |
| 2022/2023（第91回） | 門真市：東和薬品RACTABドーム               | 村元哉中 and 髙橋大輔               | 小松原美里 and 小松原尊                     | 高橋ニコル and シャイロー・ジャド |
| 2023/2024（第92回） | 長野市：ビッグハット                       | 小松原美里 and 小松原尊             | 田中梓沙 and 西山真瑚                       | 吉田唄菜 and 森田真沙也           |
| 2024/2025（第93回） | 門真市：東和薬品RACTABドーム               | 吉田唄菜 and 森田真沙也             | 田中梓沙 and 西山真瑚                       | 佐々木彩乃 and 池田喜充           |

## 新人賞
新人賞は最高位の全日本選手権初出場者に与えられる。
| 年                  | 開催地                                     | 男子シングル     | 順位 | 女子シングル | 順位 |
| ------------------- | ------------------------------------------ | ---------------- | ---- | ------------ | ---- |
| 2003/2004（第72回） | 長野市：ビッグハット                       | 南里康晴         | 4    | 澤田亜紀     | 9    |
| 2004/2005（第73回） | 横浜市：新横浜スケートリンク               | 小塚崇彦         | 4    | 北村明子     | 5    |
| 2005/2006（第74回） | 東京都：代々木第一体育館                   | 大上偉才         | 6    | 平井絵己     | 15   |
| 2006/2007（第75回） | 名古屋市：名古屋市総合体育館               | 町田樹           | 13   | 村元小月     | 9    |
| 2007/2008（第76回） | 門真市：なみはやドーム                     | 吉田行宏         | 7    | 石川翔子     | 8    |
| 2008/2009（第77回） | 長野市：ビッグハット                       | 村上大介         | 5    | 村上佳菜子   | 7    |
| 2009/2010（第78回） | 門真市：なみはやドーム                     | 田中刑事         | 8    | 藤澤亮子     | 10   |
| 2010/2011（第79回） | 長野市：ビッグハット                       | 木原龍一         | 12   | 庄司理紗     | 5    |
| 2011/2012（第80回） | 門真市：なみはやドーム                     | 宇野昌磨         | 9    | 佐藤未生     | 5    |
| 2012/2013（第81回） | 札幌市：真駒内セキスイハイムアイスアリーナ | 本田太一         | 14   | 本郷理華     | 5    |
| 2013/2014（第82回） | さいたま市：さいたまスーパーアリーナ       | 山本草太         | 14   | 木原万莉子   | 8    |
| 2014/2015（第83回） | 長野市：ビッグハット                       | 佐藤洸彬         | 10   | 樋口新葉     | 3    |
| 2015/2016（第84回） | 札幌市：真駒内セキスイハイムアイスアリーナ | 島田高志郎       | 11   | 白岩優奈     | 5    |
| 2016/2017（第85回） | 門真市：東和薬品RACTABドーム               | 三宅星南         | 9    | 鈴木沙弥     | 9    |
| 2017/2018（第86回） | 調布市：武蔵野の森総合スポーツプラザ       | 佐藤駿           | 16   | 紀平梨花     | 3    |
| 2018/2019（第87回） | 門真市：東和薬品RACTABドーム               | 鍵山優真         | 6    | 松原星       | 11   |
| 2019/2020（第88回） | 東京都：代々木第一体育館                   | 本田ルーカス剛史 | 11   | 吉岡詩果     | 10   |
| 2020/2021（第89回） | 長野市：ビッグハット                       | 三浦佳生         | 7    | 松生理乃     | 4    |
| 2021/2022（第90回） | さいたま市：さいたまスーパーアリーナ       | 片伊勢武         | 14   | 柴山歩       | 10   |
| 2022/2023（第91回） | 門真市：東和薬品RACTABドーム               | 佐々木晴也       | 15   | 島田麻央     | 3    |
| 2023/2024（第92回） | 長野市：ビッグハット                       | 蛯原大弥         | 19   | 上薗恋奈     | 4    |
| 2024/2025（第93回） | 門真市：東和薬品RACTABドーム               | 朝賀俊太朗       | 18   | 和田薫子     | 10   |

## テレビ放送
1973-1974シーズン以前はNHKや日本テレビが放送した。1978-1979シーズンから2002-2003シーズンまではTBS系列が放送し大会にJNN杯争奪大会の冠が付いていた。2003-2004シーズンからはフジテレビ系列がISU選手権（スピードスケート含む）と一括で放映権を取得して放送している。原則として男女シングルは前半はCSで放送。後半は地上波で生中継。エキシビション（メダリストオンアイス）は当日深夜1時間ダイジェスト放送。なお後日BSフジで2時間版が放送される。ペア・アイスダンスも関東ローカルでダイジェスト放送。